# Nobuhiro Takeda
Nobuhiro Takeda (* 10. květen 1967) je bývalý japonský fotbalista a reprezentant. Mimo Japonsko působil na klubové úrovni v Paraguayi v klubu Sportivo Luqueño.

## Reprezentace
Nobuhiro Takeda odehrál 18 reprezentačních utkání. S japonskou reprezentací se zúčastnil Mistrovství Asie ve fotbale 1992.

## Statistiky
| Japonsko | Japonsko | Japonsko |
| Roky     | Záp.     | Góly     |
| -------- | -------- | -------- |
| 1987     | 4        | 1        |
| 1988     | 0        | 0        |
| 1989     | 0        | 0        |
| 1990     | 4        | 0        |
| 1991     | 2        | 0        |
| 1992     | 2        | 0        |
| 1993     | 4        | 0        |
| 1994     | 2        | 0        |
| Celkem   | 18       | 1        |